# Alexandre Popov (orientaliste)
Alexandre Vassilievitch Popov (Алекса́ндр Васи́льевич Попо́в), né en 1808 et mort en 1865, est un orientaliste russe, spécialiste des études mongoles, et précurseur de ce domaine en Russie.

## Biographie
Il naît à Tsaritsyne dans le  gouvernement de Saratov en 1808. Il étudie à l'école d'ouïezd d'Astrakhan, puis au lycée classique d'Astrakhan et à partir de 1822 au lycée classique de Kazan, où il commence à étudier la langue persane et la langue tatare. Il termine ses études secondaires en 1825 et entre à l'université impériale de Kazan dont il est diplômé en 1828. Il est envoyé en Sibérie orientale et vit quelques années parmi les Bouriates. Il apprend le mongol et le tibétain.
En 1833, il passe un examen à l'Académie des sciences en lettres mongoles, puis retourne à Kazan, où il est nommé au poste d'assistant en langue mongole qu'il enseigne, ainsi qu'au Premier lycée classique de Kazan. Il est nommé professeur extraordinaire à la chaire de langue mongole en 1835. En 1836, il reçoit l'ordre de Saint-Stanislas de IVe classe pour sa publication de La chrestomathie mongole (en deux parties, Kazan, 1836). En 1838, il effectue un voyage d'études dans la steppe kalmouke afin d'étudier les différences entre deux langues proches: le mongol et le kalmouk. Il enseigne à partir de 1844 ces deux langues au séminaire de Kazan.
Alexandre Popov est nommé professeur ordinaire de l'université impériale de Kazan, le 23 juillet 1846.
En 1849, le prix Demidov lui est décerné pour sa Grammaire de la langue kalmouke parue en 1847. En octobre 1853, il quitte l'université de Kazan afin de prendre du service à Saint-Pétersbourg, au département du ministère des biens d'État. En 1855, il est nommé professeur ordinaire à la chaire d'études kalmoukes dans la toute nouvelle faculté des langues orientales de l'université de Saint-Pétersbourg, où viennent d'arriver également le sinologue Vassili Vassiliev et l'orientaliste Ilia Berezine. Il atteint sur la table des rangs le rang de conseiller d'État effectif en 1859. L'année suivante, il est nommé inspecteur des établissements d'enseignement de Sibérie occidentale.
Au nom du Saint-Synode, le professeur Popov supervise les traductions en langue mongole des livres liturgiques orthodoxes russes.
Il meurt, déjà retraité, en 1865 à Kazan.

## Quelques publications sur les études mongoles
- «Монгольская хрестоматия со словарем к ней» Chrestomathie mongole avec son dictionnaire (Kazan, 1836)
- «Арифметика» (для калмыков и бурят, на монгольском яз.) Arithmétique (pour les Kalmouks et les Bouriates, en langue mongole) (Kazan, 1837)
- «Краткие замечания о приволжских калмыках» Brèves remarques sur les Kalmouks de la Volga (Saint-Pétersbourg, impr. de l'Académie des sciences, 1839)
- «Грамматика калмыцкого языка» Grammaire de la langue kalmouke (Kazan, 1847)

## Source de la traduction
- (ru) Cet article est partiellement ou en totalité issu de l’article de Wikipédia en russe intitulé « Попов, Александр Васильевич (востоковед) » (voir la liste des auteurs).

- VIAF
- GND